# Kosztyantin-Vaszil Osztrozkij
Kosztyantin-Vaszil Osztrozkij (ukránul: Костянтин Василь Острозький vagy Василь Костянтин Острозький, lengyelül: Konstanty Wasyl Ostrogski) (1526. február 2. körül – 1608. február 23. és 29. között) Osztroh és Tarnow fejedelme.
Az Osztrozkij család a XVI-XVII. század elején a Lengyel Királyság, a Litván Nagyfejedelemség (így a mai Fehéroroszország és mai Ukrajna) egyik leggazdagabb és legbefolyásosabb fejedelmi családja volt. Felmenőik közt tartották számon a Kijevi Ruszt alapító I. Rurikot, Vlagyimir Vlagyimir Szvjatoszlavicsotot, Bölcs Jaroszlávot és Dániel kijevi nagyfejedelmet.

## Felnőttkorig
Apja 1530-ban bekövetkezett halála után édesanyja nevelte fel Turovban (ma Dél-Belaruszia). A fiatalember jó oktatásban részesült, amit levelezése és az Unió szenátusban elhangzott beszédei is bizonyítanak. Bátyja, Illés 1539-ben bekövetkezett halála után hosszú küzdelembe kezdett apja örökségéért, amelyet 1574-ben nyert el véglegesen. Az örökségi per is közrejátszhatott abba, hogy az 1540-es évek közepétől a hivatalos dokumentumokban Kosztyantin-Vaszil Osztrozkij nevezte magát. Gazdag apjának egyetlen örököseként hatalmas birtokokat örökölt Volhíniában, Kijevben, Podoliában és Galíciában. Volhíniában olyan jelentős nagyságú területtel rendelkezett, hogy azt kortársak „Osztrozkij-földnek” is neveztek. A fejedelmi család birtokai összefüggő sávként húzódtak a braclavi, kijevi-rusz-i szandomiri, krakkói, breszti, minszki, vicebszki és a vilnói vajdaságokon keresztül, 620 falu és 38 város tartozott hozzá. Éves bevétele egyes becslések szerint duplája volt a Lengyel-Litván Unió bevételeinek.
Tizennyolc évesen Fjodor Sangusko fejedelem Volhínia katonai parancsnoka mellett sajátította el a katonai ismereteket. Politikai pályafutását 1550-ben kezdte, amikor a litván nagyfejedelemtől megkapta Volodimir sztaroszta és Volhínia katonai vezetői posztját. 1559-ben Osztrozkij Kijev vajdája lett, ami jelentősen erősítette az ukrán politikai életére gyakorolt befolyását. Parancsnoksága alá 15 000 jól felfegyverzett katona tartozott. Erre támaszkodva Kijev és Bratslav határ menti vidékein új területeket hódított el/meg, új városokat, várakat és településeket alapított. A fejedelmi család birtokainak gazdasági ereje és jelentős politikai befolyása gyorsan a "Rusz koronázatlan királyává" tette Osztrozkijt, aki viszonylag önálló politikát folytatott hatalmas birtokaira támaszkodva. És bár sikeres hadjáratokat vezetett, inkább hatalmas birtokai fejlesztését célzó intézkedései tették ismert és tekintélyes főúrrá.

## Politikus
A hanyatló Litván Nagyfejedelemség és az erősödő Lengyel Királyság összeolvadásával 1569-ben jött létre a két állam uniója (Rzeczpospolita). Az akkori ukrán földesurak egy része a litván, másik része a lengyel állam által megszerzett területeken rendelkezett birtokokkal, gyakran mindkét országban, ahogy az Osztrozkij-család is. Ezek az főurak Osztrozkijjal együtt úgy vélték, hogy a Lublini Unióba, mint harmadik alapító léphetnek be Ukrajna-Ruszt képviselve, a törekvésnek Osztrozkij de facto vezetője volt. S bár az új állam király-választó testületének tagja lett, de a Lublini-Unio szerződése, amelyet Osztrozkij is aláírt – egyesek szerint a vagyonvesztés miatti félelem okán –, semmit sem adott Ukrajna-Rusznak. A későbbi tapasztalatok alapján – vallási megkülönböztetés, invesztitúra jog kiterjesztés, kozákok kezelése – rosszabb helyzetbe kerültek az Ukrajna-Rusz területei, mint korábban voltak. Ezért Osztrozkij rövid idő után már nem támogatta az egyezséget.
1572-ben az ország élén álló Jagelló-ház II. Zsigmond Ágost lengyel király halálával kihalt. A királyválasztáson az Oszmán Birodalom által is támogatott Osztrozkijnak addig volt esélye, amíg I. Fjodor orosz cár halálával a Rurik-dinasztia ki nem halt. Osztrozkij esélyeit rontotta, hogy az Unió rendszeresen hadakozott a törökkel, orosz cárokkal – ráadásképp Osztrozkij az Ukrajna-Rusz egyenjogúságának a híve volt. Érdekességkép megemlítendő, hogy felmerült, Rurik leszármazottként orosz cárrá válasszák, mivel az Osztrozkij család felmenői között számos Rurik-családtag található.
Az utóbbi években az ukrajnai Krupa és Dubno családi kastélyaiban élt. Az 1600-as évek elején a fejedelmet többször is agyvérzés érte; a fejedelem súlyos betegsége és  folyamatosan veszítette el érdeklődését az addig általa képviselt ügyek iránt. 1608 februárjában a fejedelem meghalt. Halála után holttestét Osztrohba szállították, és a vár Vízkereszt-templomában temették el.

## Katona

A Rzeczpospolita 1600 körül. Jobbra lent a 'Sicz' körüli üres terület a Zaporozsi szics területe

A Lengyel-Litván Unió déli végén katona határzóna volt: a Zaporozsi szics, az ott élők voltak a kozákok. Az Unió egész léte alatt küzdött a kozákok megfelelő kezelésével. Egy részüket állami szolgálatba fogadták, ők voltak a listázott kozákok, mai szóval fizetett zsoldoshadsereg. A listázatlan kozákok, mai kifejezéssel, a szabadúszók, alkalmi munkavállalók, némileg törvényen kívüliek. Az Unió fennállása alatt a kozákok szerettek volna úgy listázottak lenni, hogy nem csorbulnak jogaik. A földrajzi és társadalmi helyzetükből adódóan szinte évenként megbízót váltottak – Unió, Unió ellen törő belső lázadó, jobb oldali Ukrajna, bal oldali Ukrajna, Orosz Cárság, Oszmán Birodalom, Krími Tatár Kánság, Moldvai Fejedelemség –, de néha önállóan támadták az előbb felsoroltakat vagy egymás ellen vonultak.
Osztrozkij felismerte a zaporozsi szics stratégiai jelentőségét, igyekezett partnerkapcsolatokat fenntartani a kozákokkal. Ez persze nem mindig sikerült.
1591-ben Krzysztof Kosińskit, kijevi vajdaság listázott kozákját Osztrozkij fia, Janus megfosztotta birtokától. Földjeinek visszavételére Kosiński összegyűjtötte ezredét és elfoglalta Bila Cerkva kastélyát, lázadást szítva helyi ruszin nemesség, mágnások ellen. 1592-re az Ukrán társadalom nagy része támogatta a lázadást. Jan Zamoyski uniós nagyhetman és Stanisław Żółkiewski királyi hetman nem siettek a felkelés leverésére. 1593. február 2-án Osztrozkij fejedelem legyőzte a lázadókat. Kosiński maga is fogságba esett. Megígérte, hogy betartja a korona hetmanjainak parancsát, és a lázadásnak vége lett. Az eseményről Shimon Pekalid az "Ostroh háború" dicsérő költeményét írt.
Kosiński halálát követő felkelést (1594-96) Szeverin (Szemerija) Nalivajko vezette. A lázadók feldúlták Osztrozkij birtokait, aki ezúttal nem küldött csapatokat ellenük.

## Vallás, kultúra, mecenatúra
Ahogy az Ukrán-Rusz nem lett a Lengyel-Litván Unió harmadik, egyenrangú része, úgy igyekezett a katolikus lengyel és litván vezetés az ortodox vallás ellehetetlenítésére. A fejedelem az ortodox kultúra támogatásával igyekezett ellensúlyozni az ellenséges környezetet.

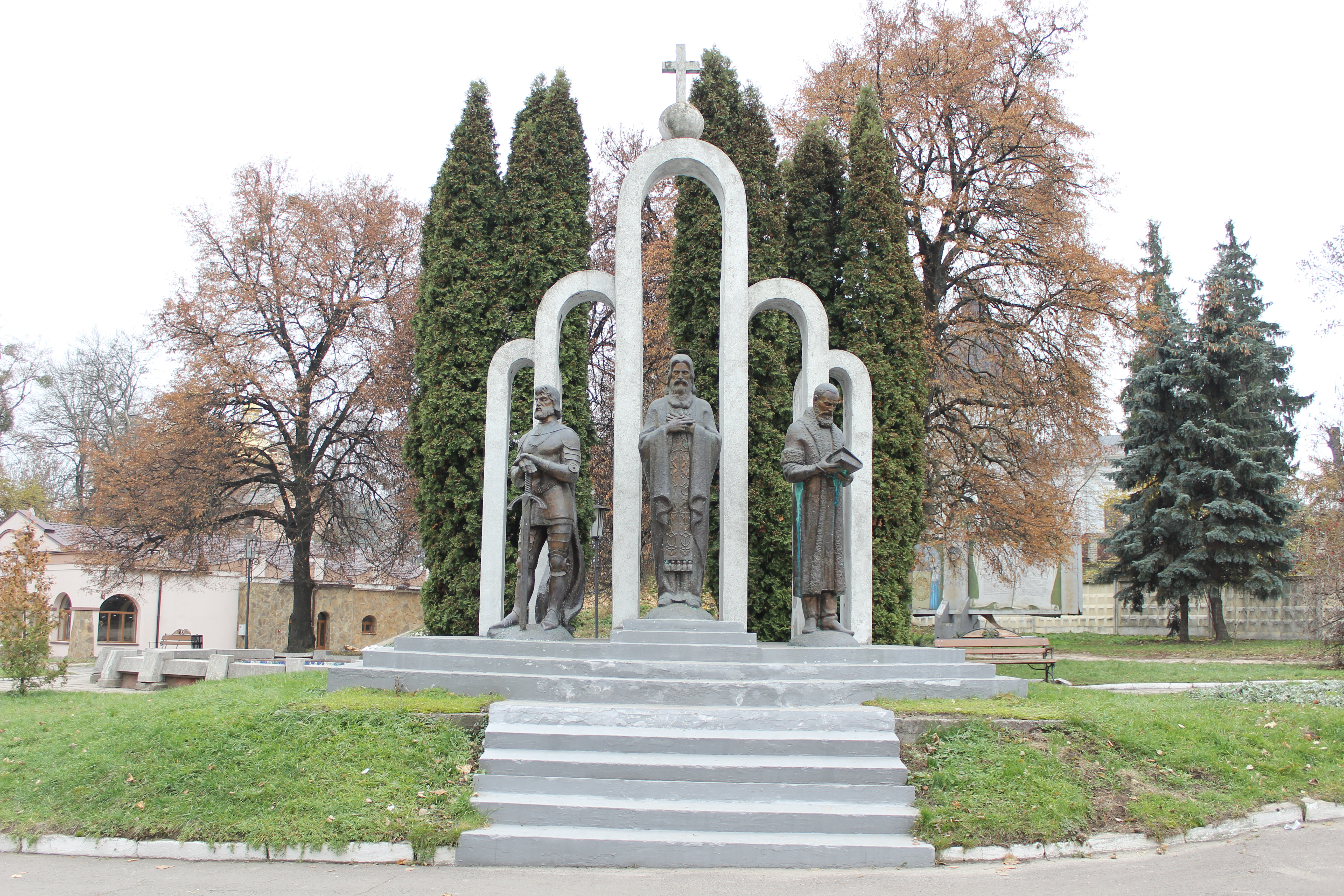
Osztrozkij fejedelmek emlékműve, Osztrohban a Nezalezhnosti sugárúton

Lengyel mágnások birtoka az Unióban a XVI–XVII. századokban. A satírozott területek az Unió hűbérbirtokai.
A fontosabb városokat fekete, a kevésbé fontosakat szürke pont mutatja. A térképen szürkével a vajdaságok nevei olvashatók.

Az ortodox Osztrozkij fejedelem eleinte támogatta a katolikusok és az ortodoxok egyesítését, vagyis az egyházegyesülést szorgalmazta. Osztrozkij fejedelem úgy vélte, hogy Kijev metropolitának kell megállapodnia a keleti pátriárkákkal, a moszkvai pátriárkával és a moldvai ortodox egyházzal a közös részvételről a latin egyházzal egyetértésben. Az 1595-96-os Breszti unió/Breszti zsinat egyházi döntése értelmében a Lengyel–Litván Nemzetközösség területén lévő szláv ortodox egyház közösségek megszakítják a kapcsolatukat a Keleti ortodox egyházzal, és a római pápa fennhatósága alá helyezik magukat. Az unió létrehozta a Ruszin Uniátus Egyházat, amely jelenleg Ukrán Görögkatolikus Egyház néven létezik, és a Fehérorosz Görögkatolikus Egyházat. Osztrozkij nem fogadta el a Breszti Zsinat döntését.
"Meghidegültünk a hitben, és a pásztoraink nem tanítanak nekünk semmit, nem állnak ki Isten egyháza mellett. Nincsenek tanítók, nincsenek Isten igéjének hirdetői."
Követte apja aktív hozzáállását, vigyázott az ukrán ortodoxiára. Az ő idejében a Kelet-Volhíniai Egyházmegye két címzetes központja közül Osztroh városa az ortodox spiritualitás és az Unió terjeszkedésével szembeni kulturális ellenállás központjává vált, miközben mentes maradt a vallási fanatizmustól, mivel a fejedelem vallásilag toleráns volt.  Miközben egyháza iránti elkötelezettsége rendíthetetlen volt, magánélete és környezete távolról sem volt ortodox. A fejedelem római katolikus nőt vett feleségül, aki két lányukat katolikus vallásában nevelte. A lányok férjhez mentek, az egyik unitáriushoz, a másik reformátushoz. Afejedelem három fia közül kettő – Janusz és Kosztyantin – még apja életében áttért katolikus hitre. Csak a legfiatalabb, Aleksander maradt hű apja ortodox hitéhez, és volt annak határozott védelmezője. Ő is apjához hasonlóan katolikushoz ment feleségül, és megengedte, hogy gyermekei annak vallásában nevelkedjenek.
„Nincs más oka annak, hogy az emberek között megszaporodott a lustaság és hitehagyás, mintha a tanítók belefáradtak volna, az Isten igéjének hirdetésébe, a tudósok elfáradtak, ezt követően jött az elszegényedés és az Isten dicséretének csökkenése az Ő gyülekezetében, éhség jött Isten szavának hallására, jött a hittől és a törvénytől való elszakadás.
Osztrozkij volt az ukrán kultúra és oktatás felemelkedéséért legtöbbet tevő főúr. Támogatta a különböző pravoszláv egyházi, egészségügyi és oktatási intézményeket. Iskolákat alapított Turovban (mai Fehéroroszország), Volodimir-Volinszkijban, Szluckban, Osztrohban. A fejedelem költségén építették újjá a Szent Cirill valamint a mezhyrich-i monostorokat. A Podolon neki köszönhetően épült fel a Szent Miklós- és a Keresztelő Szent János-templom. Osztrozkij több mint ezer pravoszláv gyülekezetnek volt a patrónusa. A fejedelem környezete messze nem volt kizárólag ortodox, sokszínű volt: székvárosában, Osztrohban nemcsak keleti ortodox, hanem katolikus templom, a város virágzó zsidó közössége által emelt kőzsinagóga, valamint muszlim, tatár alattvalóinak mecsete is volt. A fejedelemről ismert volt, hogy vallási hitükre való tekintet nélkül foglalkoztatott embereket, és megbízott egy unitáriust, hogy írjon védekezést a keleti ortodoxia ellen, és egy reformátust, hogy polémiát írjon a katolicizmusról Róma ellenében – ilyen volt az ukrán hitvitázó irodalom. Ez az eklektikus környezete nem volt szokatlan az Unió megosztó vallási és nyelvi közösségében.

### Az Osztrohi Biblia

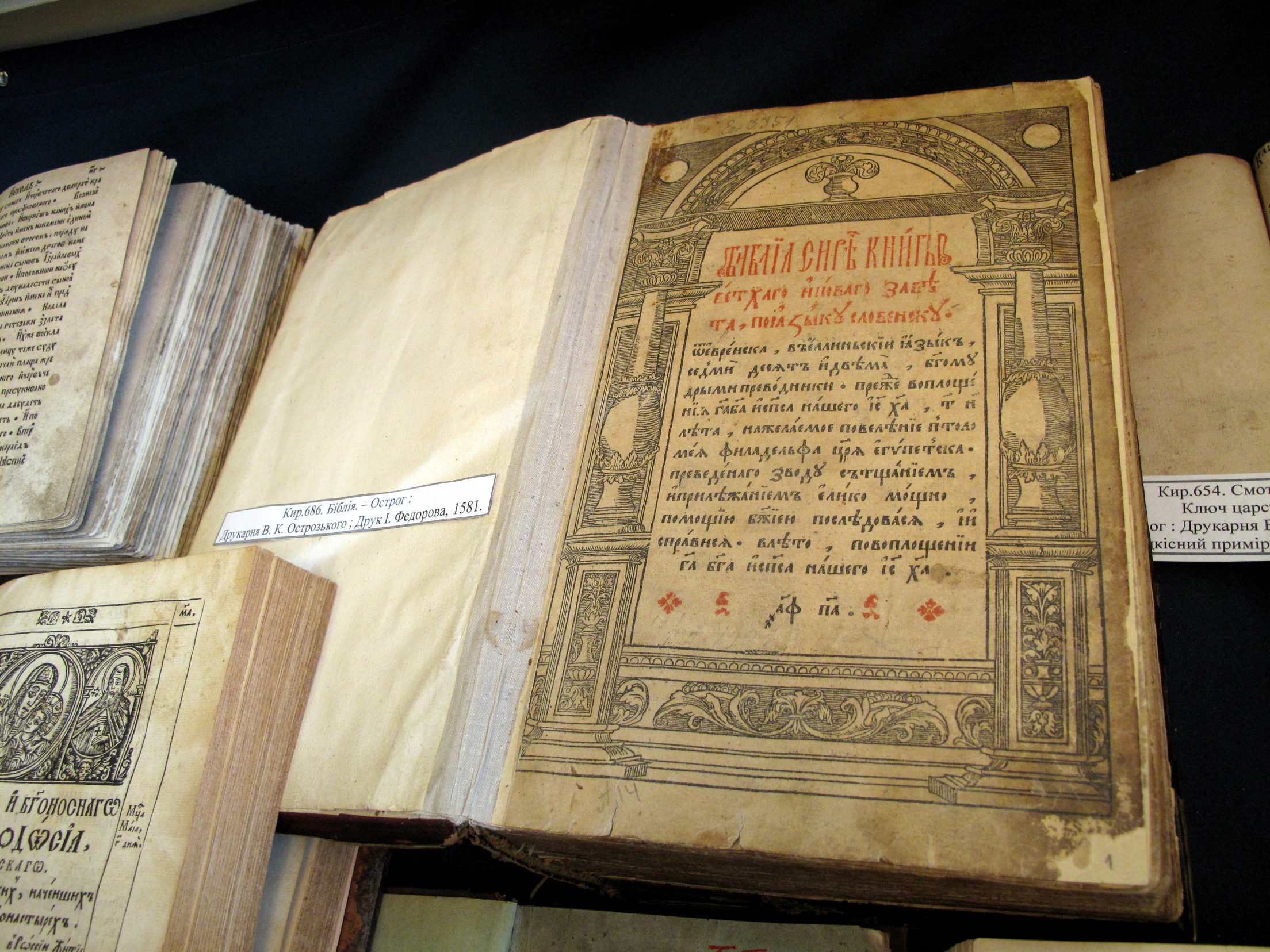
Az Osztrohi Bibliát 1580. július 12-én nyomtatták ki, a könyv 1256 oldalas. Az Osztrohi Biblia jelentősége óriási volt az erős katolikus nyomás alatt lévő ortodox oktatásban

1575-ben Osztrozkij meghívta a Lvivben dolgozó ismert orosz nyomdászt, Ivan Fedorovicsot (Fjodorov), hogy alapítson nyomdát a fejedelmi székhelyen. Az osztrohi nyomda több mint húsz kiadványt jelentett meg. Az első egy görög-szláv ABC-tankönyv volt. 1580-ban kiadta az Újszövetséget és a Zsoltárokat, valamint ez utóbbiakhoz külön tárgymutatót. 1580–1581 között fiával, a könyvkötővel Ivan Drukareviccsel kiadta az első teljes, (ó)szlávnyelvű Bibliát. Az Osztrohi Biblia a Gennagyij-biblia fordítása, a fordító ukrán és görög tudósokat Osztrozkij alkalmazta. Két kiadás is megjelent, mindegyik a kiadó utószavával.
Az Osztrohi Bibliát nem a héber szövegből fordították, hanem görögből. Ez a fordítás az Ó- és Újszövetség hetvenhat könyvéből és a Codex Alexandrinus kéziratából állt. Az Osztrohi Bibliát először 1580. július 12-én nyomtatták ki, majd 1581. augusztus 12-én elkészült az első utánnyomása – mai kifejezéssel második kiadása. A második változat összetételében, díszítésében és a nyomdahibák javításában különbözik az eredetitől. A Biblia nyomtatásában késések fordultak elő, mert szükség volt a hibák kiküszöbölésére, a helyes szöveg feloldások megkeresésére és a helyes fordítás elkészítésére.
Az Osztrohi Biblia monumentális, 1256 oldalas, fedőlapokkal és iniciálékkal gazdagon díszített kiadvány. Tipográfiai szempontból az Osztrohi Biblia remekmű. Ez az első cirill betűkkel nyomtatott Biblia. Ez szolgált eredetiként és mintaként a Biblia további oroszországi kiadványaihoz – az Osztrohi Bibliát 1663-ban újra kiadták Moszkvában. Az első nyomtatott cirill Biblia jelentőségét aligha lehet túlbecsülni. Osztrozkij fejedelem másolatot küldött XIII. Gergely pápának és Rettegett Iván cárnak. Amikor Fedorovics 1582-ben visszatért Lvivbe, négyszáz könyvet vitt magával. Az Osztrohi Bibliából ma már csak 300 példány maradt fenn.
1570-ben a fejedelem osztrohi rezidenciája körül megalakult a szláv és görög tudósokból, publicistákból, teológusokból és teológusokból álló csoport, azaz az Osztrohi Akadémia. Sok tudós között ott volt Kürillosz Lukarisz is, akit később I. Cirill konstantinápolyi pátriárkává választottak.
1578 körül az első pravoszláv kollégiumot alapította meg Osztrozkij fejedelem, szintén Osztrohban. A tanagyag a klasszikus hét szabad művészet tárgyaira – a nyelvtan, retorika, dialektika, csillagászat, számtan, mértan, zene – épült, a növendékek még a filozófia alapjait is elsajátíthatták. A nemzeti érzelmű főurak ukrán pravoszláv kollégiumokat hoztak létre szláv-görög-latin iskola néven.

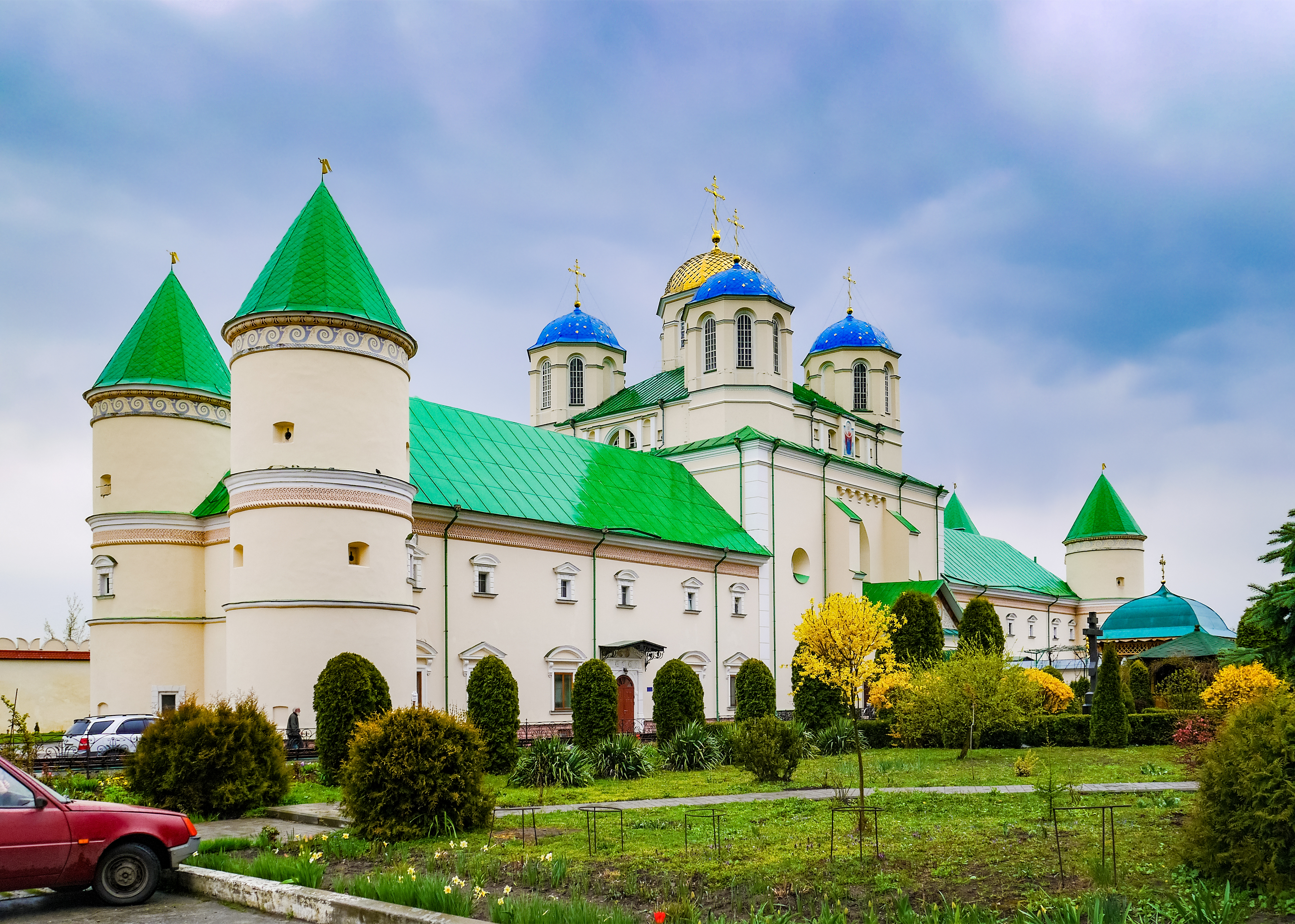
A közeli Mezsiricsi (Miedzyrzecz) faluban található a 15. századi Szentháromság-monostor

A fejedelem iskolákat alapított Turovban és Volodimir-Volinszkijban is. Az osztrohi Vízkereszt vártemplom – a korszak egyik legjelentősebb temploma – ikonjai, ahogy a közeli Mezsiricsi monostor ikonjai  is, az ortodox ikonfestészet remekműve.

## Család
K. V. Osztrozkij apja Konsztantyin Ivanovics Osztrozkij (1460 – 1530. augusztus 10.) fejedelem volt, Vilnius felsőházi képviselője, Trakai vajdája, a Litván Nagyfejedelemség nagyhetmanja (1497 – 1500 és 1507 – 1530). Apja első felesége a Tatiana Korecka (? – 1522) volt, 1509-ben házasodtak össze, egyetlen fiuk született, Illés (1510 – 1539). Illés felesége Beata Koscielecka volt, I. Zsigmond lengyel király trónra lépése előtt született, el nem ismert lánya. A lengyel királyi udvarban élő Illés 1539-ben egy lovagi tornán olyan súlyosan megsérült, hogy fél évvel később meghalt.
K. V. Osztrozkij anyja apja második felesége, Alexandra Simeonowna Slucka (1503? – 1556?) szlucki és kapyli fejedelemné, aki Vaszilijen kívül még egy fiút szült, aki azonban csecsemő korában meghalt.
Vaszili 1553-ban Tarnowban feleségül vette a lengyel–litván Zofia Tarnowska grófnőt (1534 – 1570), Jan Tarnowski lengyel hetman, krakkói és vörösoroszországi, wojniczi kastellán lányát. Öt gyermekük született.
- Janusz (Iván) (1554 – 1620), Volhínia kormányzója és krakkói várnagy. Első felesége a magyar Serédi Zsuzsanna ( – 1596),[19] a második Katarzyna Lubomirska, a harmadik Teofilia Tarło. Janusz halálával kihal az Osztrozkij-ház.
- Erzsébet (? – 1599) első férje Jan Kiszka[20] (1552 – 1592) volt, a második Krzysztof Mikołaj Radziwiłł[21] (1547 – 1603). Erzsébet volt a fejedelem második felesége.
- Katalin (Katarzyna Hanna) (1560 – Vilnius, 1579), 1578. július 22-én férjhez ment Krzysztof Mikołaj Radziwiłł[21] fejedelemhez (1547 – 1603). Katalin volt a fejedelem negyedik felesége – a fejedelem második felesége Katalin nővére, Erzsébet volt.
- Konstantin (1563? – 1588), Vlagyimir és Perejaszlavl sztratosz,[3] felesége Aleksandra Tyszkiewicz,
- Aleksander (Sándor) (1571 – 1603), Volhínia vajdája, felesége Anna Kostka. Sándort egyik szolgája mérgezi meg, a mérgezésbe hal bele.

## Fordítás
- Ez a szócikk részben vagy egészben  a(z)   Канстанцін-Васіль Канстанцінавіч Астрожскі című belarusz Wikipédia-szócikk ezen változatának fordításán alapul.  Az eredeti cikk szerkesztőit annak laptörténete sorolja fel. Ez a jelzés csupán a megfogalmazás eredetét és a szerzői jogokat jelzi, nem szolgál a cikkben szereplő információk forrásmegjelöléseként.
- Ez a szócikk részben vagy egészben  a   Konstanty Wasyl Ostrogski című lengyel Wikipédia-szócikk ezen változatának fordításán alapul.  Az eredeti cikk szerkesztőit annak laptörténete sorolja fel. Ez a jelzés csupán a megfogalmazás eredetét és a szerzői jogokat jelzi, nem szolgál a cikkben szereplő információk forrásmegjelöléseként.
- Ez a szócikk részben vagy egészben  a(z)   Острожский, Константин Константинович című orosz Wikipédia-szócikk ezen változatának fordításán alapul.  Az eredeti cikk szerkesztőit annak laptörténete sorolja fel. Ez a jelzés csupán a megfogalmazás eredetét és a szerzői jogokat jelzi, nem szolgál a cikkben szereplő információk forrásmegjelöléseként.
- Ez a szócikk részben vagy egészben  a(z)   Костянтин Василь Острозький című ukrán Wikipédia-szócikk ezen változatának fordításán alapul.  Az eredeti cikk szerkesztőit annak laptörténete sorolja fel. Ez a jelzés csupán a megfogalmazás eredetét és a szerzői jogokat jelzi, nem szolgál a cikkben szereplő információk forrásmegjelöléseként.